# Michael Goch
Michael Goch (* 4. Februar 1975) ist ein ehemaliger deutscher Basketballtrainer und -funktionär.

## Werdegang
Goch war Basketballspieler unter anderem beim TK Hannover und beim CVJM Hannover, in der Saison 1992/93 spielte er an der Broadneck High School im US-Bundesstaat Maryland, von 1996 bis 1998 gehörte der 1,95 Meter große Flügelspieler wie sein Zwillingsbruder Markus zur Hochschulmannschaft Acadia University in der kanadischen Provinz Neuschottland.
2002 gehörte Goch zu den Gründern des UBC Hannover. Von 2002 bis 2009 hatte er das Traineramt bei der Mannschaft inne und führte diese in diesem Zeitraum zu 122 Siegen in 144 Pflichtspielen und von der Verbandsliga in die 2. Bundesliga ProA. 2009 zog sich Goch als Trainer zurück und war in der 2. Bundesliga ProA (2009 bis 2011) sowie anschließend in der 2. Bundesliga ProA (2011 bis 2014) Sportlicher Leiter der Hannoveraner. Des Weiteren war er Mitgesellschafter des Betreiberunternehmens UBC Tigers GmbH, Vorsitzender des UBC Hannover e.V. und mit der gemeinsam mit seinem Zwillingsbruder Markus geleiteten Easydisplay GmbH, einem Unternehmen für Werbemittel, auch Hauptgeldgeber der Mannschaft. Im Sommer 2014 gab Goch die Auflösung des UBC Hannover bekannt.
Die Brüder Goch eröffneten mit ihrem Unternehmen Easydisplay GmbH Niederlassungen in China und Kolumbien und stiegen zusätzlich in der Tabakindustrie ins Geschäft mit elektronischen Verdampfern ein.